# Thamnobryum macrocarpum
Thamnobryum macrocarpum là một loài Rêu trong họ Neckeraceae. Loài này được (Brid.) Gangulee miêu tả khoa học đầu tiên năm 1976.